# Concept car
Pour les articles homonymes, voir Concept.

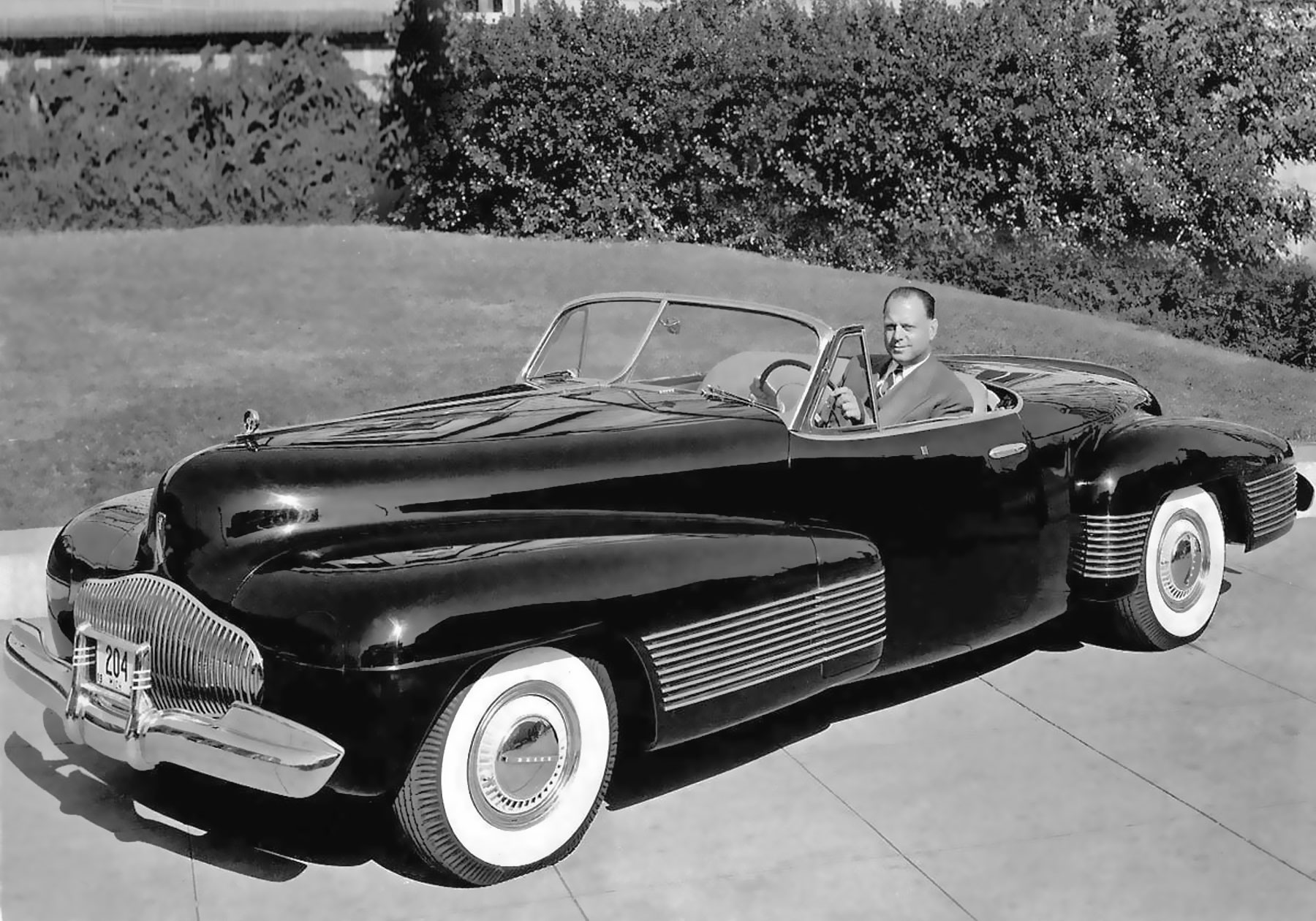
La Buick Y-Job de 1938 est souvent considérée comme le premier concept car.

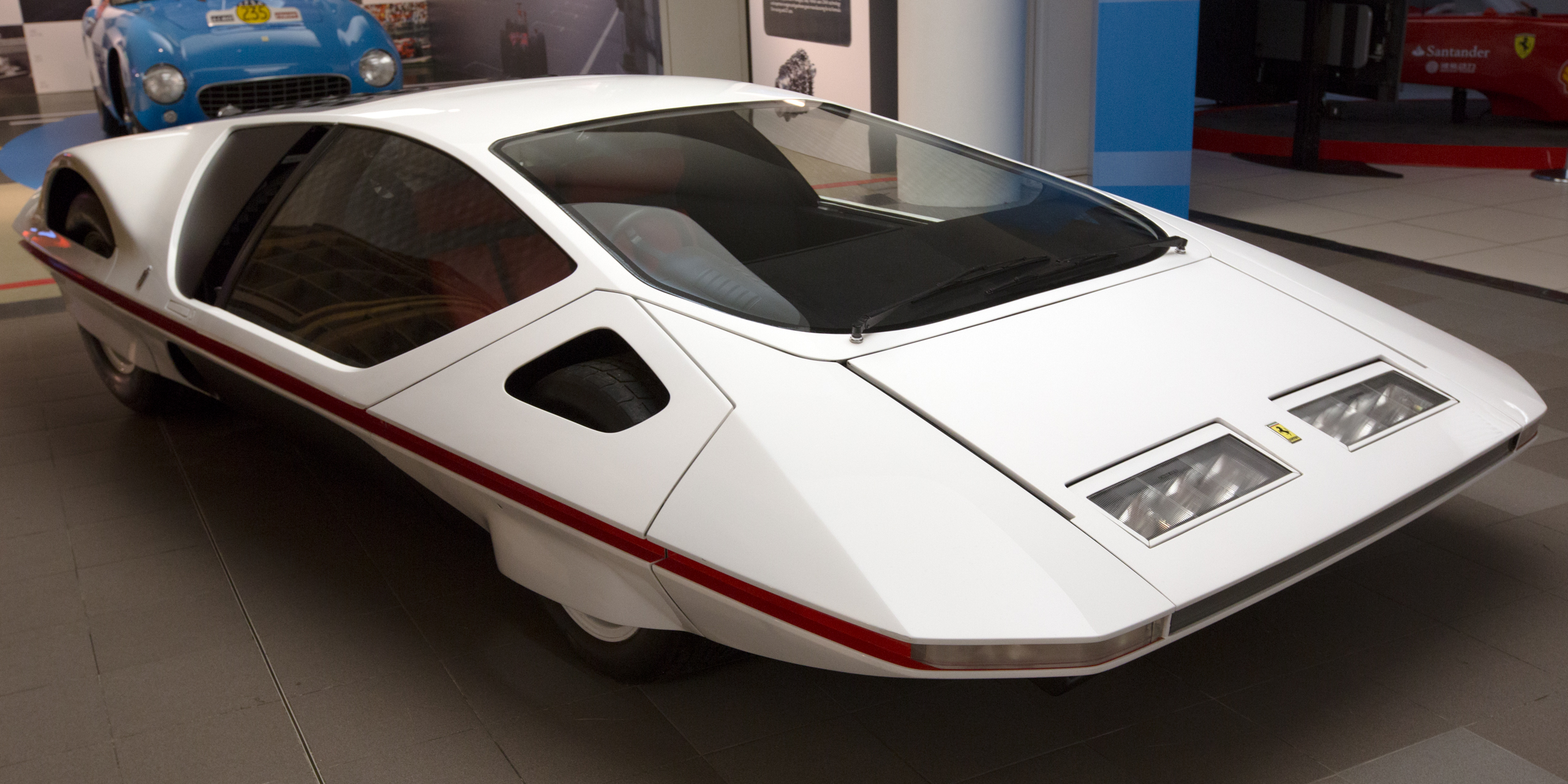
La Ferrari Modulo de 1970.

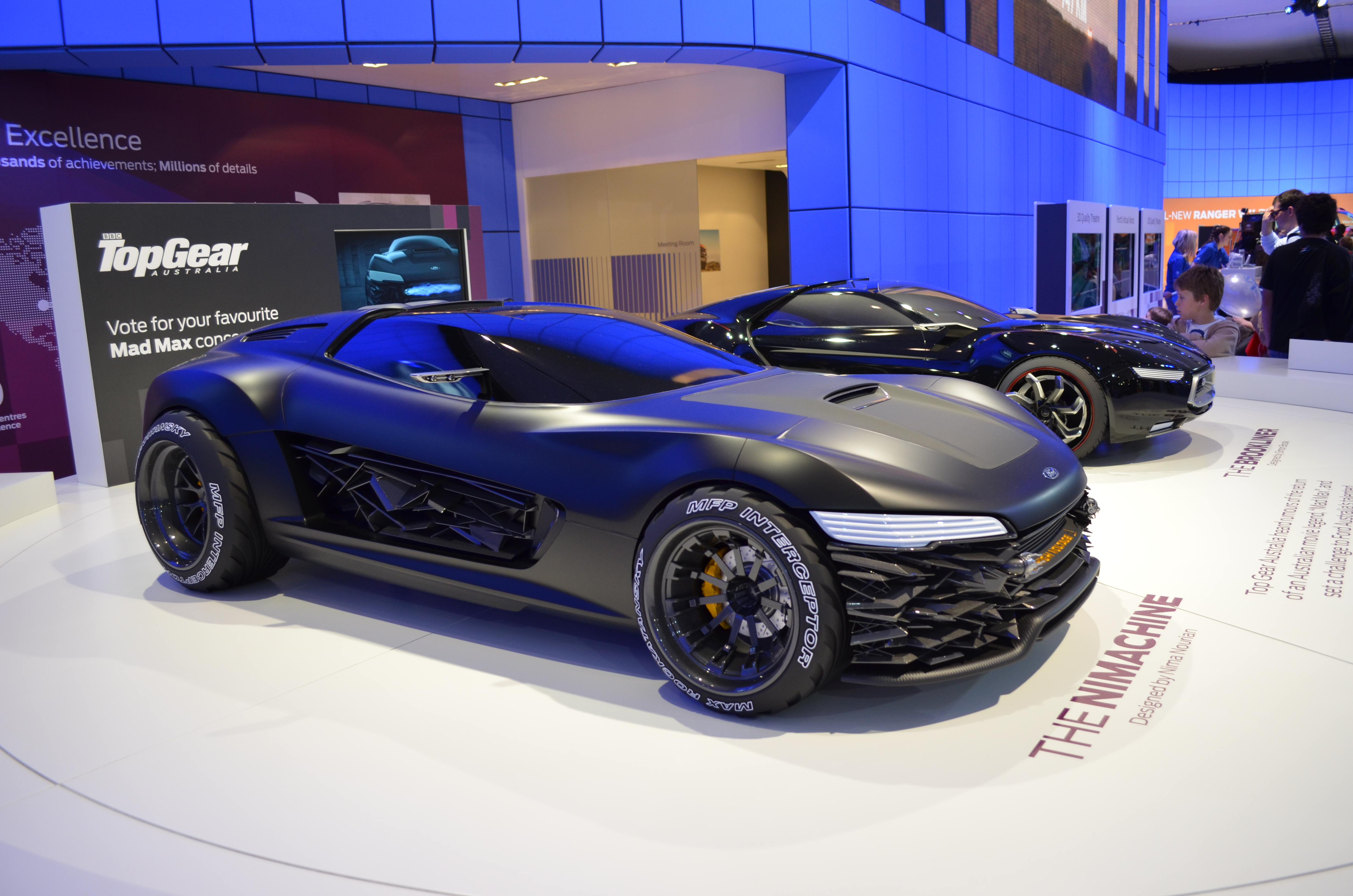
La Ford Mad Max Interceptor Concept, au Melbourne International Motor Show de 2011.

Le terme concept car (précisément une voiture concept  ou un prototype, concept car étant un anglicisme), désigne une voiture expérimentale produite en très peu d'exemplaires (généralement un seul) afin de démontrer une technologie, des éléments de style ou un mode d'utilisation nouveau.
On peut distinguer les show cars ou voiture-spectacle, qui préfigurent à quelques détails près des véhicules de série devant sortir dans la foulée, des concept cars à proprement parler qui ne sont pas destinés à être produits en série. Cependant, certains modèles de série bénéficient, lors de leur conception, d'un ou plusieurs éléments tirés de ces concepts.
Ces prototypes servent essentiellement à sonder les réactions du public avant de lancer un projet réel et peuvent aussi servir d'outil de communication pour afficher le savoir-faire d'un constructeur (ou suggérer un savoir-faire futur).

## Un outil de communication
Ces véhicules peuvent être vus comme partiellement « fonctionnels » : ils sont souvent inutilisables dans des conditions réelles ou ne possèdent pas les caractéristiques décrites, à l'image des véhicules à piles à combustible tournant en réalité au Diesel, des concepts électriques tournant à l'essence... Ils ne sont généralement conduits qu'à très faible vitesse pour limiter les risques pour le conducteur et le véhicule.

## Concepts, prototypes et mulets
Ces véhicules étant avant tout des outils de communication avec le grand public, l'intérêt technique réel des concept cars est souvent limité, voire nul. Les développements technologiques réels sont effectués beaucoup plus discrètement sur des « mulets » : les éléments à tester sont greffés sur un véhicule de génération précédente (ex : groupe motopropulseur, électronique embarquée, liaisons au sol...)
La confusion est fréquente avec la notion de prototype, qui désigne les véhicules quasi-finalisés, construits pour les phases de validation et de réglage avant d'entamer la présérie, puis la série et le lancement commercial. Alors que les prototypes sont toujours confidentiels, les concept cars sont très médiatisés.
Il arrive que des véhicules prototypes soient légèrement maquillés pour les présenter comme des concepts afin d'attirer l'intérêt du public juste avant le lancement.[réf. nécessaire]

## Exemples de concept cars technologiques
Le projet biomobile, un véhicule minimisant le recours aux ressources non renouvelables en utilisant, le plus largement possible, des matériaux végétaux, tout en assurant la promotion de ces matériaux et en faisant appel, le cas échéant, à des carburants issus de déchets organiques.
Autre exemple, la Bionic de Mercedes-Benz était conçue pour réduire de 80 % les émissions d'oxydes d'azote.